# Victor Serrano
Pour les articles homonymes, voir Serrano.
Pas d'image ? Cliquez ici

a Compétitions nationales et continentales officielles uniquement.

b Matchs officiels uniquement.
Victor Serrano surnommé Nestor, né le 11 janvier 1944 à Bellreguart en Espagne et mort le 27 avril 2022 à Toulouse, est un joueur international français de rugby à XIII évoluant au poste de troisième ligne, de deuxième ligne ou de pilier dans les années 1960 à 1970.
Enfant du pays du Comminges, il intègre durant son enfance le club de rugby à XIII du R.C. Saint-Gaudens, club dans lequel il effectue toute sa carrière sportive. Il dispute sept finales de Championnat de France pour deux titres en  1970 et 1974, et remporte également la Coupe de France en 1973. Dans la conquête de ces titres, il a pour équipiers Roger Biffi, Henri Marracq, Michel Molinier, Jean-Pierre Lecompte, Michel Anglade et Guy Lavigne.
Ses performances remarquées en club l'amènent à être appelé entre 1968 et 1975 au sein de l'équipe de France dans les lignes avants. Il participe à trois reprises à la Coupe du monde en 1968, 1972 et 1975, prenant une part active avec Jean Capdouze et Georges Aillères au beau parcours de la sélection en 1968 les emmenant en finale, perdue contre l'Australie. Sous ce même maillot bleu, il connaît des victoires contre les meilleures sélections du monde : l'Australie, la Grande-Bretagne, la Nouvelle-Zélande et le pays de Galles.

## Biographie
Il joue durant son enfance au football au club de Miramont-de-Comminges dès l'âge de dix ans, avant de rejoindre le club de rugby à XIII de Saint-Gaudens, qui alors devient sous le capitanat de Jean Barthe, l'un des clubs de premier plan en France. À côté de son activité sportive, il est électricien.
Serrano s'inscrit dans la page dorée de ce club porté par l'entraîneur Jep Lacoste qui prend part à sept finales de Championnat de France pour deux titres en 1970 et 1974, ainsi qu'au titre de la Coupe de France en 1973, aux côtés de Michel Molinier, Marcel Péré, Roger Biffi, Henri Marracq, Serge Marsolan et Michel Anglade.
Parallèlement, il devient international en équipe de France entre 1968 et 1975, et participe à trois éditions de Coupe du monde en 1968, 1972 et 1975, avec une place de finaliste lors de la première avec Georges Ailleres, Jean Capdouze, Francis de Nadaï, Jean-Pierre Clar et ses coéquipiers Roger Garrigue, Jean-Pierre Lecompte et Marracq.

### 1968: finaliste de la Coupe du monde
En mai-juin 1968, l’Australie et la Nouvelle-Zélande organisent la quatrième édition de la Coupe du monde de rugby à XIII, compétition créée en 1954 sous l'impulsion de l'ancien président de la fédération française Paul Barrière en invitant les trois autres nations majeures de rugby à XIII : l'Australie, la Grande-Bretagne et la Nouvelle-Zélande. Ce concept est maintenu depuis à intervalle irrégulier avec ces quatre mêmes nations. Dans cette sélection française entraînée par Jep Lacoste, Victor Serrano, jamais convoqué alors en équipe de France, est intégré par le sélectionneur Antoine Jimenez au poste de pilier aux côtés du capitaine Georges Aillères et Christian Sabatié, et accompagne ses coéquipiers saint-gaudinois Roger Garrigue, Jean-Pierre Lecompte et Henri Marracq ,.
Victor Serrano ne prend pas part au match d'ouverture de la Coupe du monde contre la Nouvelle-Zélande le 25 mai 1968 au Carlaw Park en banlieue d'Auckland devant près de 18 000 spectateurs où G. Aillères et C. Sabatié lui sont préférés. L'adversaire néo-zélandais perd dès la 12e minute leur joueur Brian Lee, expulsé définitivement pour une manchette sur André Ferren, et dut évoluer en infériorité numérique toute la rencontre. Le demi français Jean Capdouze livre alors un duel de buteurs contre son homologue Ernie Wiggs avant de marquer un essai à la suite d'une relance de Jean-Claude Cros et d'une percée de Jean-Pierre Lecompte épaulé par M. Molinier pour emmener J. Capdouze à marquer entre les poteaux. Dès lors, malgré une supériorité en mêlée fermée des Néo-Zélandais, la France conserve son avance jusqu'à la fin du match pour s'imposer 15-10.
Cette seconde rencontre face à la Grande-Bretagne s'avère être décisive pour une place en finale à la suite de la défaite de cette dernière face au grand favori australien, V. Serrano n'entre pas en jeu où les mêmes piliers du premier match sont reconduits. Programmée en Nouvelle-Zélande, les deux équipes s'affrontent le 1er juin 1968 au Carlaw Park devant près de 15 000 spectateurs. Un temps pluvieux sévit sur la pelouse qui rend impossible la tenue d'un jeu ordonné. Devant cette difficulté, les Britanniques mènent 2-0 à la mi-temps sur une pénalité de Bev Risman. Mais la seconde mi-temps tourne à l'avantage des Français forts d'un pack d'avants dominant et du jeu au pied de Jean Capdouze, Roger Garrigue et Jean-Pierre Clar, ils parviennent à s'imposer sur un essai de Jean-René Ledru pour porter le score final à 7-2. La France se qualifie pour la finale pour la seconde fois de son histoire après l'édition de 1954.
Effectif de l'équipe de France :
Pour la troisième rencontre de poule, la France va sur les terres australiennes après deux rencontres en Nouvelle-Zélande, celle-ci oppose les deux équipes qualifiées pour la finale le 8 juin 1968, la France et l'Australie. Afin de mieux préparer la finale qui se déroule deux jours après cette rencontre joué au Lang Park de Brisbane, les deux équipes font tourner leurs effectifs, et Victor Serrano dispute alors son premier match de cette Coupe du monde en étant associé en première à C. Sabatié et le talonneur Yves Bégou. Ce match s'achève sur un score sévère pour la France qui est nettement battue 37-4 et amène l'Australie à se poser comme le grand favori de la finale,.
Pour la finale, les deux titulaires habituels, G. Aillères et C. Sabatié sont préférés à V. Serrano pour intégrer le treize titulaire pour cette finale qui se déroule le 10 juin 1968 au Sydney Cricket Ground devant près de 54 000 spectateurs. Dans un stade acquis à sa cause, l'Australie, dirigée par la charnière Billy Smith et Bob Fulton, réalise une haute performance en dominant l'équipe de France grâce à un jeu varié, dynamique et une domination territoriale. Les Français subissent le jeu australien malgré la vaillance de sa défense. Battus 20-2, V. Serrano et la France terminent ainsi vice-champions du monde et espère entrevoir par cet exploit la volonté d'un renouveau du rugby à XIII dans son pays.

## Palmarès
- Collectif :
  - Vainqueur du Championnat de France : 1970 et 1974 (Saint-Gaudens).
  - Vainqueur de la Coupe de France : 1973 (Saint-Gaudens).
  - Finaliste du Coupe du monde : 1968 (France).
  - Finaliste du Championnat de France : 1966, 1967, 1969, 1971 et 1972 (Saint-Gaudens).

### Coupe du monde
| Édition        | Rang      | Résultats France | Résultats Serrano | Matchs Serrano |
| -------------- | --------- | ---------------- | ----------------- | -------------- |
| Australie 1968 | Finaliste | 2 v, 0 n, 2 d    | 0 v, 0 n, 1 d     | 1/4            |
| France 1972    | Troisième | 1 v, 0 n, 2 d    | 1 v, 0 n, 2 d     | 3/3            |
| Monde 1975     | Cinquième | 1 v, 1 n, 6 d    | 1 v, 0 n, 1 d     | 2/6            |

Légende : v = victoire ; n = match nul ; d = défaite.

### Détails en sélection
| 1.  | 8 juin 1968       | Australie        | 4-37  | Coupe du monde | Pilier          | - | - | - | - |
| 2.  | 7 février 1971    | Grande-Bretagne  | 16-8  | Test-match     | Remplaçant      | - | - | - | - |
| 3.  | 17 mars 1971      | Grande-Bretagne  | 2-24  | Test-match     | Deuxième ligne  | - | - | - | - |
| 4.  | 11 novembre 1971  | Nouvelle-Zélande | 11-27 | Test-match     | Remplaçant      | - | - | - | - |
| 5.  | 21 novembre 1971  | Nouvelle-Zélande | 2-24  | Test-match     | Remplaçant      | - | - | - | - |
| 6.  | 28 novembre 1971  | Nouvelle-Zélande | 3-3   | Test-match     | Deuxième ligne  | - | - | - | - |
| 7.  | 6 février 1972    | Grande-Bretagne  | 9-10  | Test-match     | Deuxième ligne  | - | - | - | - |
| 8.  | 12 mars 1972      | Grande-Bretagne  | 10-45 | Test-match     | Troisième ligne | - | - | - | - |
| 9.  | 28 octobre 1972   | Nouvelle-Zélande | 20-9  | Coupe du monde | Deuxième ligne  | - | - | - | - |
| 10. | 1er novembre 1972 | Grande-Bretagne  | 4-13  | Coupe du monde | Deuxième ligne  | 2 | - | 1 | - |
| 11. | 5 novembre 1972   | Australie        | 9-31  | Coupe du monde | Deuxième ligne  | - | - | - | - |
| 12. | 16 décembre 1973  | Australie        | 3-14  | Test-match     | Pilier          | - | - | - | - |
| 13. | 19 janvier 1975   | Angleterre       | 9-11  | Coupe d'Europe | Deuxième ligne  | 6 | - | 3 | - |
| 14. | 16 février 1975   | Pays de Galles   | 8-21  | Coupe d'Europe | Pilier          | 4 | - | 2 | - |
| 15. | 2 mars 1975       | Pays de Galles   | 14-7  | Coupe du monde | Pilier          | 6 | - | 3 | - |
| 16. | 16 mars 1975      | Angleterre       | 2-20  | Coupe du monde | Pilier          | 2 | - | 1 | - |

### Détails en club
| Saison    | Saison           | Championnat           | Championnat | Coupe           | Coupe      | Sélection | Sélection | Sélection | Sélection | Sélection | Sélection | Sélection |
| Saison    | Saison           | Comp.                 | Class.      | Comp.           | Class.     | Comp.     | M         | Pts       | Ess.      | Buts      | Dp.       |           |
| --------- | ---------------- | --------------------- | ----------- | --------------- | ---------- | --------- | --------- | --------- | --------- | --------- | --------- | --------- |
| 1964-1965 | RC Saint-Gaudens | Championnat de France | 1/4 finale  | Coupe de France | 1/4 finale |           |           |           |           |           |           |           |
| 1965-1966 | RC Saint-Gaudens | Championnat de France | Finaliste   | Coupe de France | 1/4 finale |           |           |           |           |           |           |           |
| 1966-1967 | RC Saint-Gaudens | Championnat de France | Finaliste   | Coupe de France | 1/2 finale |           |           |           |           |           |           |           |
| 1967-1968 | RC Saint-Gaudens | Championnat de France | 1/2 finale  | Coupe de France | 1/8 finale | CM        | 1         | -         | -         | -         | -         |           |
| 1968-1969 | RC Saint-Gaudens | Championnat de France | Finaliste   | Coupe de France | 1/8 finale |           |           |           |           |           |           |           |
| 1969-1970 | RC Saint-Gaudens | Championnat de France | Vainqueur   | Coupe de France | 1/8 finale |           |           |           |           |           |           |           |
| 1970-1971 | RC Saint-Gaudens | Championnat de France | Finaliste   | Coupe de France | 1/4 finale |           | 2         | -         | -         | -         | -         |           |
| 1971-1972 | RC Saint-Gaudens | Championnat de France | Finaliste   | Coupe de France | 1/4 finale | CM        | 5         | -         | -         | -         | -         |           |
| 1972-1973 | RC Saint-Gaudens | Championnat de France | Barrage     | Coupe de France | Vainqueur  |           | 3         | 2         | -         | 1         | -         |           |
| 1973-1974 | RC Saint-Gaudens | Championnat de France | Vainqueur   | Coupe de France | 1/4 finale |           | 1         | -         | -         | -         | -         |           |
| 1974-1975 | RC Saint-Gaudens | Championnat de France | 1/4 finale  | Coupe de France | 1/2 finale | CM        | 4         | 18        | -         | 9         | -         |           |
| 1975-1976 | RC Saint-Gaudens | Championnat de France | 13e         | Coupe de France | 1/8 finale |           |           |           |           |           |           |           |
| 1976-1977 | RC Saint-Gaudens | Championnat de France | 14e         | Coupe de France | 1/8 finale |           |           |           |           |           |           |           |
| 1977-1978 | RC Saint-Gaudens | Championnat de France | 26e         | Coupe de France |            |           |           |           |           |           |           |           |
| 1978-1979 | RC Saint-Gaudens | Championnat de France | 1/4 finale  | Coupe de France |            |           |           |           |           |           |           |           |